# Бандероль (БПЛА)
Бандероль — російський баражуючий боєприпас з реактивним двигуном, який використовується Збройними силами Російської Федерації для ударів по території України, зокрема по Одеській області. Він характеризується високою швидкістю (400—500 км/год) і застосовується для терористичних атак.

## Історія розробки
У лютому 2024 року АТ «Кронштадт» повідомило про успішний контрольний обліт нового безпілотного літального апарата, але не уточнило, чи йдеться про «Бандероль». До виробництва залучені російські компанії АТ «Кронштадт» і АТ «КТ-Безпілотні системи», однак на їхніх офіційних ресурсах інформація про цей апарат відсутня.

## Конструкція
«Бандероль» оснащений турбореактивним двигуном SW800Pro-A95, що дозволяє йому розвивати швидкість 400—500 км/год. За характеристиками він ближчий до баражуючих боєприпасів, ніж до традиційних безпілотних літальних апаратів, оскільки може самостійно шукати цілі або вражати їх за заданими координатами.
Бойова частина ОФБЧ-150
Завадозахищена CRP-антена Комета-М8 Виробник: АТ «ВНИИР-ПРОГРЕС»
Модуль обміну телеметричною інформацією RF Design RFD900x
Сервопривід MX-64AR

## Застосування
З кінця березня 2025 року БпЛА «Бандероль» активно використовується російськими військами для атак на Одеську область. Український фахівець із радіотехнологій Сергій Бескрестнов зазначив, що цей апарат становить потенційну загрозу, але його ефективність у порівнянні з іншими російськими засобами, такими, як керовані авіабомби (КАБ), поки неясна.
У дописі в Telegram-каналі «Николаевский Ванек» згадується реактивний дрон, який атакував Інгульський район, але без підтвердження, що це саме «Бандероль». Автор описав апарат, як «пародію» з низькою точністю, що влучила в господарські товари.

## Протидія
Українські системи радіоелектронної боротьби (РЕБ) показали ефективність у протидії російським керованим авіабомбам, і, ймовірно, можуть застосовуватися проти «Бандеролі». Головнокомандувач ЗСУ Олександр Сирський підтвердив, що Україна успішно використовує РЕБ для зриву наведення російських засобів ураження. Водночас Росія намагається адаптувати свої технології, зокрема модернізуючи КАБи антенами «Комета-М».